# Жульєн Карді
Жульєн Карді (фр. Julien Cardy, нар. 29 вересня 1981, По) — колишній французький футболіст, півзахисник.

## Ігрова кар'єра
Почав займатись футболом 1996 року в академії клубу «Нант», з якої 2000 року перейшов до «Тулузи».
Влітку 2001 року основна команда «Тулузи» була відправлена в третій дивізіон через фінансові причини. Після цього більшість гравців покинули клуб і Карді став основним виконавцем. Зігравши у 36 матчах чемпіонату в сезоні 2001/02 від допоміг команді зайняти 4 місце і вийти в Лігу 2. Там Жульєн також залишився основним гравцем, зігравши у 35 матчах чемпіонату, чим допоміг клубу виграти Дивізіон 2 і повернутись в еліту. В еліті з командою півзахисник провів три сезони, взявши участь лише у 71 матчі чемпіонату і не був основним гравцем команди.
Влітку 2006 року Карді перейшов в «Мец», якому того ж сезону допоміг вийти в Лігу 1, вигравши другий дивізіон. Але в еліті у Жульєна знову гра не пішла — в серпні 2007 року він отримав травму під час розминки, через що протягом сезону 2007/08 від провів лише два матчі за клуб (по одному в чемпіонаті і кубку), а «Мец» покинув Лігу 1. Після цього Карді ще відіграв за команду з Меца два сезони в Лізі 2, де здебільшого виходив на поле в основному складі команди, але вдруге повернути команду в еліту не зумів.
З 2010 по 2014 рік грав у складі клубів «Тур» та «Арль-Авіньйон» в Лізі 2.
Влітку 2014 року Карді повернувся до Ліги 1, підписавши контракт з діючим володарем кубка Франції «Генгамом», проте на поле виходив нечасто.

## Досягнення
- Переможець Ліги 2: 2002/03, 2006/07